# Royal Society of Musicians

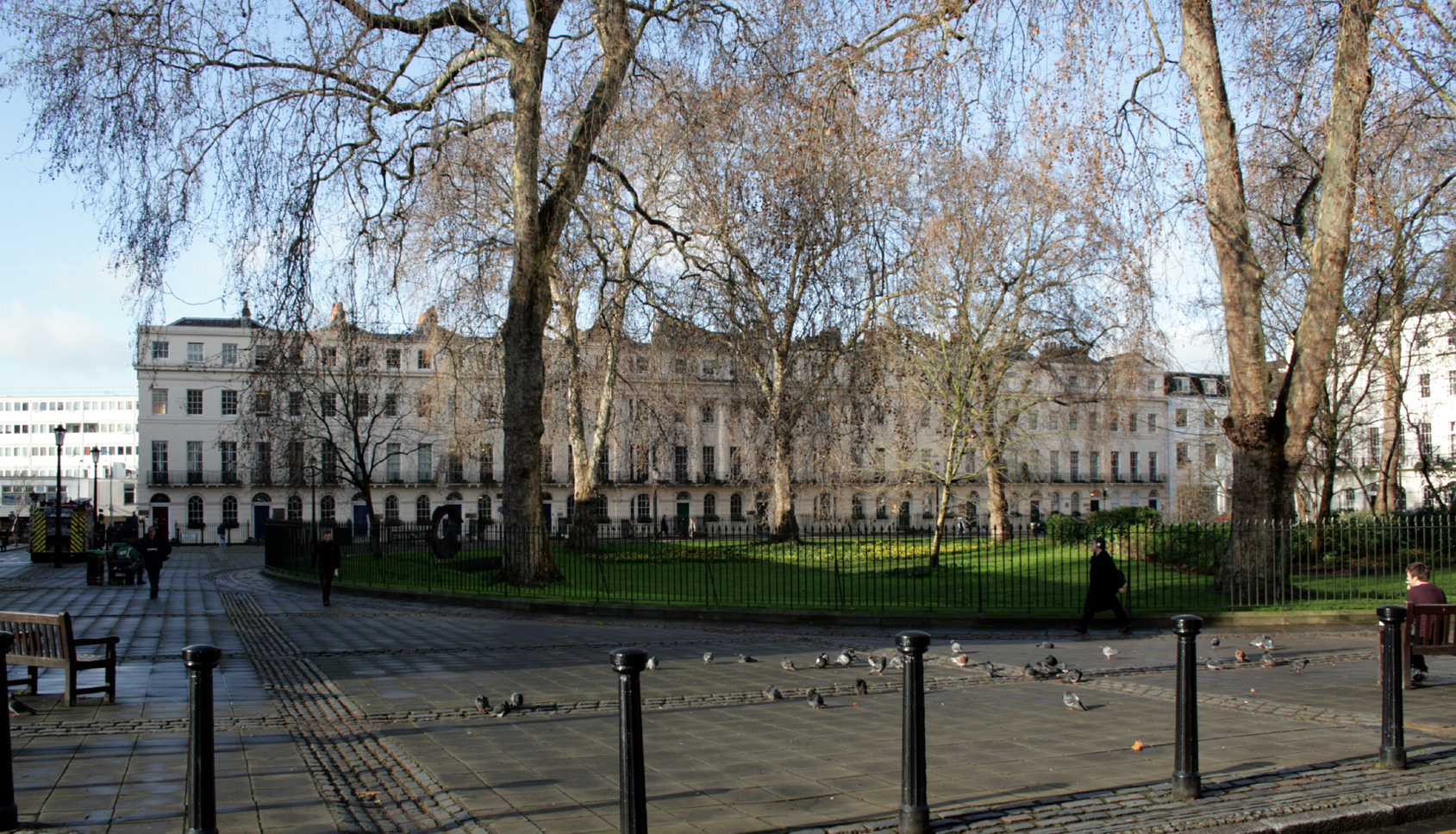
La Fitzroy Square London, dove ha sede la Royal Society.

La Royal Society of Musicians of Great Britain è una organizzazione di beneficenza nel Regno Unito che da supporto ai musicisti. È la più antica organizzazione di beneficenza legata alla musica in Gran Bretagna, fondata nel 1738 come "Fondo per musicisti in difficoltà" da un contratto fiduciario firmato da 228 musicisti, tra cui Edward Purcell (figlio maggiore di Henry Purcell), Thomas Arne, William Boyce, Johann Christoph Pepusch, Dr. John Worgan, e Georg Friedrich Händel.  Gestisce ancora un conto bancario presso la Drummonds Bank (ora parte della Royal Bank of Scotland) che fu aperto dal suo primo segretario, Michael Christian Festing, nel novembre del 1738.
Il Fondo ricevette il patrocinio da Giorgio III e fu incorporato dalla Royal Charter nel 1790. Furono raccolti fondi tenendo concerti di beneficenza, cene con musica e festival musicali. Liszt diede il suo primo concerto in Inghilterra a beneficio della società nel 1824, all'età di 12 anni. Furono anche tenuti spettacoli da parte di Mendelssohn, Moscheles e Dvořák. Meyerbeer, Liszt e Clara Schumann tutti divennero membri. Nel 1840 fu costituita una Society of Female Musicians (Società di musiciste donne), ma nel 1866 si fuse con la Royal Society.
In quei giorni precedenti lo stato sociale, l'appartenenza alla Royal Society garantiva un certo grado di sicurezza finanziaria ai musicisti professionisti. Una seconda Royal Charter fu concessa nel 1987, confermando il suo scopo di sostenere tutti i musicisti professionisti (non solo i membri) e i loro familiari a carico che avessero bisogno aiuto per infermità, malattia o vecchiaia.